# Простой язык
Простой язык (англ. Plain language, нем. Einfache Sprache) — это форма подачи текстовой информации в виде, доступном массовому читателю, то есть «читателю, входящему в практически неограниченную группу всех, кто умеет читать, кроме читать лишь учащихся» или людям, которые не имеют базовых навыков функционального чтения в силу физиологических, возрастных, социальных причин. Согласно определению Международной федерации простого языка, текст написан на простом языке, если выбор слов и построение предложений в нём, а также его содержание, структура и оформление позволяют читателю легко найти нужную информацию, понять её и использовать.
Основная особенность текста, написанного на простом языке — интересы читателя в нём ставятся на первое место. Он учитывает:
- что читатель ищет и хочет узнать;
- уровень грамотности читателя, его опыт и фоновые знания о предмете;
- ситуативный контекст, в котором читатель будет использовать текст.

Простой язык помогает строить коммуникации более эффективно там, где это особенно важно: между государством и населением, между бизнесом и его целевой аудиторией.

## Простой язык в мире
Вопрос использования простого языка поднимался ещё несколько столетий назад, но его массовое распространение и изучение начинается в XX веке. В настоящее время во многих странах законы обязывают государственные учреждения использовать простой язык для расширения доступа населения к продуктам и услугам.
В 1979 году в Лондоне была инициирована кампания Plain English Campaign для борьбы с «бессмысленной речью, жаргоном и юридическим языком». Организация работает со многими органами власти Великобритании, чтобы помочь им доносить информацию до населения как можно более понятно и доступно. У PEC есть собственный знак (The Crystal Mark), который ставится на документ как подтверждение, что он написан на доступном широкой аудитории английском. В Великобритании и других странах эту отметку имеют 23 000 официальных документа (например, анкета на получение британского паспорта).
Швеция занимает лидирующие позиции в распространении простого языка среди европейских стран. В 1993 году правительство Швеции создало рабочую группу Plain Swedish Group, которая занимается внедрением простого языка во все сферы взаимодействия государства, бизнеса и населения.
Во Франции решением Конституционного совета от 2002 г. признается конституционная цель обеспечения «ясности и понятности» французского законодательства. Создан Комитет по упрощению административного языка (фр. Comité d’Orientation pour la Simplification du Langage Administratif, COSLA). Комитет переписывает важные формы заявлений, используя простой язык, например, заявление на получение удостоверения личности, полиса страхования здоровья, пособия по безработице, пенсии.
В Германии на сегодняшний день существует много бюро, которые специализируются на переводе на простой язык.
В 2011 году Еврокомиссия опубликовала брошюру с советами по созданию текстов на простом языке How to write clearly. Документ доступен на 24 официальных языках ЕС.
Понятная информация по вопросам здоровья — один из принципов «Концепции стратегического ведения коммуникации ВОЗ в интересах эффективной передачи информации». ВОЗ рекомендует использовать простой язык при переводе информационных материалов, связанных с обеспечением охраны здоровья отдельных людей, семей, сообществ и населения стран в целом.
В 2010 году Барак Обама подписал Plain writing Act of 2010 — закон, который обязывает федеральные органы использовать простой язык при взаимодействии с населением. В 2011 году информационная сеть и инициатива по развитию простого языка PLAIN (Plain Language Action and Information Network) опубликовала «Федеральное руководство по простому языку» (Federal Plain Language Guidelines), где описаны правила создания текстов на простом языке.
Помимо предоставления доступа к информации и услугам, простой язык служит инструментом для повышения правовой и медико-санитарной грамотности. Например, в США Центры по контролю и профилактике заболеваний (CDC) и Национальные институты здравоохранения (NIH) создают словари медицинских терминов на простом языке.
Популяризацией простого языка занимается международная ассоциация PLAIN (Plain Language Association International). Ассоциация объединяет сторонников и специалистов в области простого языка более чем из 30 стран.
Международное объединение CLARITY специализируется на адаптации языка в правовой сфере. Цель объединения — сделать язык юридических документов доступным и понятным для широкого круга лиц. В объединение входят представители почти 50 стран. Дважды в год выпускается вестник (the Clarity Journal), проводятся международные конференции.
В Австралии простым языком написаны налоговое законодательство и правила дорожного движения.
5 октября 2004 года президент Мексики Висенте Фокс учредил инициативу Lenguaje Ciudadano (исп.: язык граждан), чтобы упростить язык государственных органов и избежать трудностей и неясностей в коммуникации между народом и государством.
В программы подготовки языковых специалистов в вузах включаются модули, посвященные основам работы с текстами на простом языке.
В настоящее время техническим комитетом Международной организации по стандартизации ISO/TC 37 «Язык и терминология» ведется разработка стандарта ISO/WD 24495-1 Plain language — Part 1: Governing principles and guidelines. Работа официально началась в конце 2019 года.

## Простой язык в России
Простой язык как средство эффективной коммуникации обсуждается на уровне правительства РФ. Член Совета при Президенте Российской Федерации по русскому языку и вице-президент Международной ассоциации преподавателей русского языка и литературы (МАПРЯЛ) С. А. Кузнецов выступает с инициативой о внедрении государственного языка (как инструмента коммуникации между государством и обществом) в практику речевой деятельности, чтобы тексты официальных документов, инструкций и объяснения профессионалов были понятными неограниченно широкому кругу граждан многонациональной России.
Простой язык как средство обеспечения доступности сайтов в РФ упоминается в ГОСТ Р 52872—2019: «3.1. Читаемость. Если для понимания текста после исключения имен собственных и заголовков требуется уровень выше, чем неполный уровень основного общего образования, то необходимо предоставить вспомогательный контент или текстовую версию, доступную пользователям с неполным основным общим образованием».
Современный российский писатель и автор книги-бестселлера «Пиши, сокращай: Как создавать сильный текст» Максим Ильяхов пропагандирует в своей работе принципы и подходы работы с текстом, во многом схожие с принципами и подходами простого языка. Примером такой работы может служить проект модернизации портала «Госуслуги», который в 2015 году инициировало Минкомсвязи РФ. После модернизации популярность портала резко возросла благодаря тому, что механизмы его работы стали доступнее и понятнее населению.
Ещё одна реализованная инициатива в сфере простого языка — сервис автоматической оценки уровня сложности текста «Простым языком», созданный некоммерческой организацией АНО «Инфокультура». Сервис рассчитывает индекс читабельности текста по пяти различным формулам, а также предлагает понятную трактовку этих показателей: возраст и уровень образования, необходимый для понимания предложенного текста. Так, аудитория первого абзаца настоящей статьи обозначена как «студенты 1-3 курса вуза» (возраст 17-19 лет).
Проекты, призванные внедрить и развить концепцию простого языка на всех уровнях в стране, реализует рабочая группа проекта «Перевод на ясный и простой русский язык в РФ» при Ассоциации преподавателей перевода (АПП). Эксперты рабочей группы входят в число разработчиков стандарта по простому языку в Немецком институте стандартизации (DIN), в рабочие группы Международной федерации простого языка по разработке обучающих программ различного уровня и сертификации по ISO 24495. С 2022 года Росстандарт совместно с рабочей группой проекта начал разрабатывать национальный стандарт (ГОСТ Р) по простому языку.

## Простой язык и ясный язык
Термины «простой язык» и «ясный язык» часто путают и считают взаимозаменяемыми, однако эти термины призваны обозначать два разных языковых явления и понятия. Оба термина обозначают особый вид представления информации в наиболее доступной для адресата форме, однако по ряду параметров подходы к написанию текстов на простом и на ясном языках будут различаться.
Ясный язык — это максимально упрощенный вариант стандартного языка. Простой язык занимает промежуточную позицию между стандартным и ясным языками.
С лингвистической точки зрения правила и принципы создания текстов на простом и ясном языках во многом похожи. Они базируются на общих правилах адаптации: ориентация на потребности и особенности читателя, учёт его картины мира, отсутствие в тексте абстрактных понятий и безличных конструкций, узкой терминологии, иностранных и многозначных слов, аббревиатур.
Разграничить понятия можно через определение адресата, целей создания текста и ряд других особенностей. Ясный язык предназначен для людей с недостаточно развитыми навыками чтения и понимания прочитанного: людей с ментальной инвалидностью, с особенностями интеллектуального и эмоционального развития, мигрантов, людей с возрастными когнитивными нарушениями. Простой язык — для людей с недостаточным уровнем образования и запасом фоновых знаний, необходимых для понимания специальных текстов — то есть для всех обычных людей.
На ясном языке чаще всего предоставляется информация бытового характера, которая должна помочь повысить безопасность жизнедеятельности адресата и качество его жизни за счет доступа к более широкому спектру продуктов и услуг. Цель текстов на простом языке — эффективная коммуникация всех со всеми на любые темы.
Процесс создания текстов на ясном языке, как правило, предполагает этап верификации непосредственной целевой аудиторией. При написании текстов на простом языке это условие не считается необходимым при достаточном уровне компетентности автора текста.
Обязательным условием при создании и переводе текстов на ясный и простой язык является анализ и понимание целевой аудитории и коммуникативной ситуации в каждом конкретном случае.

## Международный день простого языка
Международный день простого языка отмечается 13 октября, в день подписания в 2010 году Бараком Обамой US Plain Writing Act — закона, который обязывает федеральные органы использовать простой язык при взаимодействии с населением. В различных странах проходят мероприятия, призванные популяризировать ценности и принципы простого языка.
В России Международный день простого языка впервые отмечался 13 октября 2020 года, приуроченным к дате первым международным круглым столом «Перевод на простой язык: зарубежный опыт и перспективы в России», который был организован и проведен рабочей группой «Перевод на ясный и простой русский язык в РФ» при Ассоциации преподавателей перевода (АПП). В мероприятии приняли участие эксперты из России, Беларуси, Финляндии и Германии. Дискуссия на круглом столе дала новый импульс для дальнейшего развития проекта.